# Старе Място (Вармінсько-Мазурське воєводство)
Старе Място (пол. Stare Miasto, нім. Altstadt) — село в Польщі, у гміні Домбрувно Острудського повіту Вармінсько-Мазурського воєводства.
Населення — 6 осіб (2011).

## Демографія
Демографічна структура станом на 31 березня 2011 року:
|          | Загалом | Допрацездатний вік | Працездатний вік | Постпрацездатний вік |
| -------- | ------- | ------------------ | ---------------- | -------------------- |
| Чоловіки | 3       | 0                  | 3                | 0                    |
| Жінки    | 3       | 0                  | 1                | 2                    |
| Разом    | 6       | 0                  | 4                | 2                    |